# Citrato di litio
Il citrato di litio (o citrato di trilitio) è il sale di litio dell'acido citrico.
In forma tetraidrata, a temperatura ambiente si presenta come un solido bianco inodore.
Molto utilizzato in medicina anche come stabilizzante dell’umore e per la cura di alcune forme di disturbo bipolare 
Era presente in alcune bevande gassate tra cui la celebre 7up.